# Marie-Jules-Victor-Léon François
Marie-Jules-Victor-Léon François, francoski general, * 1879, † 1962.
Leta 1946 je bil obsojen na 5 let zapora; leta 1948 je bil pomiloščen.